# 卢赛尔广场
卢赛尔广场，是卡塔尔多哈卫星城卢赛尔的四座摩天大樓，其中最高两座大楼高301公尺、66層樓，於2019年動工、总体项目于2023年完工，是卡塔尔最高摩天大楼。